# Spookkreeftjes
Spookkreeftjes (Caprellidae) vormen een familie van kreeftachtigen binnen de orde Amphipoda.

## Kenmerken
Deze dieren hebben een dun lichaam met een lang borststuk en een kort achterlijf.

## Leefwijze
Deze dieren houden zich vast aan zeewier en grijpen langsdrijvend voedsel.

## In Nederland waargenomen soorten
- Genus: Caprella
  - Caprella acanthifera
  - Caprella equilibra
  - Caprella linearis - (Wandelend Geraamte)[1]
  - Caprella mutica - (Machospookkreeft)
  - Caprella penantis
  - Caprella scaura
- Genus: Phtisica
  - Phtisica marina (Teringlijer)